# Нідервальд (Техас)
Нідервальд (англ. Niederwald) — місто (англ. city) в США, в округах Гейс і Колдвелл штату Техас. Населення — 668 осіб (2020).

## Географія
Нідервальд розташований за координатами 29°59′39″ пн. ш. 97°46′33″ зх. д. / 29.99417° пн. ш. 97.77583° зх. д. (29.994192, -97.775749).  За даними Бюро перепису населення США в 2010 році місто мало площу 9,53 км², уся площа — суходіл.

## Демографія
Згідно з переписом 2010 року, у місті мешкало 565 осіб у 193 домогосподарствах у складі 142 родин. Густота населення становила 59 осіб/км².  Було 216 помешкань (23/км²).
Расовий склад населення:
| - 78,2 % — білих - 2,1 % — чорних або афроамериканців - 0,9 % — корінних американців - 0,4 % — азіатів - 16,1 % — осіб інших рас |

До двох чи більше рас належало 2,3 %. Частка іспаномовних становила 45,1 % від усіх жителів.
За віковим діапазоном населення розподілялося таким чином: 25,7 % — особи молодші 18 років, 63,7 % — особи у віці 18—64 років, 10,6 % — особи у віці 65 років та старші. Медіана віку мешканця становила 38,0 року. На 100 осіб жіночої статі у місті припадало 101,8 чоловіків;  на 100 жінок у віці від 18 років та старших — 106,9 чоловіків також старших 18 років.
Середній дохід на одне домашнє господарство  становив 64 229 доларів США (медіана — 60 417), а середній дохід на одну сім'ю — 60 086 доларів (медіана — 61 000). За межею бідності перебувало 15,5 % осіб, у тому числі 15,3 % дітей у віці до 18 років та 3,1 % осіб у віці 65 років та старших.
Цивільне працевлаштоване населення становило 239 осіб. Основні галузі зайнятості: освіта, охорона здоров'я та соціальна допомога — 18,8 %, науковці, спеціалісти, менеджери — 13,8 %, роздрібна торгівля — 13,4 %.